# Gerolamo Della Porta
Gerolamo Della Porta, genannt Girolamo da Novara oder il Novarino (* um 1470 in Novara; † nach 1527 in Mailand) war ein italienischer Bildhauer und Baumeister der Renaissance.

## Leben
Gerolamo war ein Sohn des Bartolomeo. Als Bildhauer und Architekt tätig, wurde er im Mai 1490 als Lehrling an der Mailänder Dombauhütte eingestellt, wo er bis zu seinem Tod arbeitete. Im Jahr 1502 arbeitete er im Dienste von Cristoforo Solari als Steinmetz mit einem Tageslohn von 8 Soldi. In 1508 wird er als „Meister in Zahlen“ erwähnt, sein Lohn belief sich um 1512 auf 10 Soldi am Tag. Er wurde zum Assistenten des Dombaumeisters Giovanni Antonio Amadeo ernannt und schlug im selben Jahr den Namen eines neuen Steinmetzes vor. 1513 und 1514 trug er den Titel eines Ingenieurs der Dombauhütte und wurde um Rat gebeten. Von diesem Zeitpunkt an bis 1521 wurde Gerolamo jedes Jahr in Dokumenten erwähnt, die sich auf die Dombauhütte beziehen: Er erstellte Kostenvoranschläge für die ausgeführten Arbeiten, er erhielt eine Werkstatt auf dem Friedhof hinter dem Mailänder Dom. 1519 gehört er zu einer siebenköpfigen Kommission, die ein Modell der Kathedrale anfertigen sollte, eine Arbeit, die zwei Jahre später bezahlt wurde. Im Jahr 1526 wurde er erwähnt, weil er ein Modell anfertigte, für das zwei Männer bezahlt wurden, und im Juli 1527 erhielt er seinen Lohn für die Monate Februar und März, zusammen mit Giovanni Giacomo Della Porta und Cristoforo Lombardo.
Laut einem Vertrag vom 21. Mai 1515 vereinbarte Gerolamo mit Agostino Busti genannt Bambaia und Cristoforo Lombardo die Ausführung von zwei knienden Figuren vor der suso al pilastro nela cassina del zardino gemalten „Madonna der Mönche“ von Sant’Angelo in Mailand. Außerdem sollten sie eine Figur de tuto relevo und zwei erzählende Reliefs, ein großes und ein kleines, ausführen, die bis Weihnachten 1518 fertiggestellt sein sollten. In einem Dokument aus dem Jahr 1531 im Pfarrarchiv von Santo Stefano in Brolio über eine Zahlung im Jahr 1523 wird Gerolamo als „Ingenieur der Gemeinde Mailand“ bezeichnet. Wiederum mit Bambaia und Cristoforo Lombardo, erscheint er zusammen mit Giovanni Giacomo Della Porta – mit dem er vielleicht verwandt war – als Assistent bei der Verwirklichung einer riesigen „Arche der Heiligen Marcellino und Petrus“ in der Kirche San Tommaso in Cremona. Die Arbeiten wurden nie abgeschlossen.
Gerolamo war wahrscheinlich eher ein Baumeister als ein Künstler, und es ist bezeichnend, dass acht Jahre nach seinem Tod, am 29. April 1535, bei einer Versammlung der Delegierten der Dombauhütte, bei der Bambaia anwesend war, eine Kiste mit Modellen und Zeichnungen von Della Porta geöffnet und Cristoforo Lombardo übergeben wurde, der sie am folgenden Sonntag zum Studium vorbereiten sollte.